# Félix Moreau
Félix Moreau (* 8. September 1922 in Aigrefeuille-sur-Maine; † 24. Februar 2019) war ein französischer Organist.

## Leben
Moreau wuchs als Sohn eines Organisten auf, bereits im Alter von 5 Jahren wurde er ans Orgelspiel herangeführt. Er nahm seine musikalische Ausbildung in Nantes auf, sein Lehrer war Marcel Courtonne, ein Schüler Vincent d’Indys und Louis’ Viernes. Er studierte Latein, Griechisch, Philosophie und Theologie und schloss sein Musikstudium 1948 in Paris ab. Seine Lehrer waren Marcel Dupré, André Fleury und Maurice Duruflé für Harmonielehre, Kontrapunkt, Fuge, Komposition, Interpretation und Improvisation.
Nach dem Tod seines Lehrers Marcel Courtonne – dem Titularorganisten der großen Orgel in der Kathedrale von Nantes – folgte er diesem 1954 auf der Organistenstelle nach und behielt diese Stelle bis 2013. Er blieb bis zu seinem Tod ehrenhalber Titularorganist. Zudem wurde er Professor für musikalisches Schreiben und Orgel am Nationalkonservatorium der Région d’Angers und lehrte 18 Jahre an der "École Nationale de Musique" von Saint-Nazaire.
Moreau war Ehrenpräsident der Vereinigung der liturgischen Organisten Frankreichs (’Association des Organistes Liturgiques de France). 1979 erhielt er die Ehrung "Chevalier des Arts et Lettres".
Er war Preisträger für Komposition ("Prix Laffont", 1954, 1. Nationalpreis für Sakralmusik, 1956). Er komponierte zahlreiche Vokalwerke (Messen, Psalme, Motetten u. a.) sowie mehrere Orgelstücke. Sein Stil war beeinflusst von Olivier Messiaen, serieller und Zwölftonmusik, aber auch dem Gregorianischen Choral. Moreau verfasste Transkriptionen mehrere Werke von Johann Sebastian Bach (u. a. Preludium der 1. Sonate für Viola in d-Moll).
Moreau gab Orgelkonzerte in ganz Frankreich sowie im Ausland (u. a. Deutschland, Großbritannien, Schweiz, Nordamerika). Er trat zudem bei wichtigen Musikfestivals auf (Steinfeld, Markendelfield, Säckingen, Lausanne, Renaissance de l’Orgue à Bordeaux, Marienthal, Strasbourg).
1971 veröffentlichte er das Buch "Le grand Orgue de la Cathédrale de Nantes" und verfasste Artikel für "l’Organiste", "Musique Sacrée" und "l’Orgue". Er erhielt mehrere Einladungen nach Notre-Dame de Paris (von Pierre Cochereau) und weihte mehr als 100 Orgeln ein. Sein Repertoire umfasste u. a. die symphonische Literatur französischer Komponisten (César Franck, Louis Vierne, Maurice Duruflé, Olivier Messiaen, Jehan Alain), die er – ebenso wie Bach – sehr verehrte.
Er spielte mehrere CDs ein: "Trois Chorals" (Cavaillé-Coll, Kathedrale von Luçon), "Noëls Français" (Kathedrale von Nantes) und "Französische Musik des 17. und 18. Jahrhunderts" (Kathedrale von Nantes).

## Orgelwerke (Auswahl)
- Fuguette, 1945
- Noël vendéen, 1947
- Fantaisie, 1957
- Suite Modale, 1957
- Incarnation, 1961
- Genèse, 1973
- Fantaisie-Paraphrase pour la Fête de tous les Saints, 1974
- Hymnal, 1988
- Toccata "Cri d’Espoir", 1992
- Prélude à l’Introït pour la fête de la Pentecôte, 1994
- Ave Verum, Adorote et Ubi Caritas, 2001
- Stèle pour le Tombeau de Duruflé, 2004

## Weitere Werke
- Légende d’Herbauges, 1947
- Berceuse à Bénédicte
- Messe en l’honneur de Sainte Madeleine
- Trois motets, 1952–1955
- Messe du Christ Rédempteur, 1955
- Pueri Hebraeorum, 1956
- Psalm "In Te Domine speravi", 1961
- Pour guider nos pas, 1968
- Le Pain du Ciel nous est donné, 1969
- Petite pastorale de printemps, 1972
- Messe pour les Saints Evêques de Nantes, 1975
- Psalm LXXXIII "Quam dilecta tabernacula tua", 1985
- L'Hymne à la Parole, 1986
- Eglise de ce temps, 1995
- Ubi Caritas